# Jan Mayen
Jan Mayen és una illa que es troba al límit entre l'oceà Atlàntic i l'oceà Àrtic, part del Regne de Noruega i administrada des del comtat de Nordland. Descoberta a principis del segle xvii per baleners holandesos, l'illa només va servir com a base per a la caça de balenes o la guineu àrtica perquè no va ser reclamada per cap nació. L'hivern del 1882 al 1883, al primer any polar internacional, es va convertir en un centre d'estudis científics. No serà fins al 1929 quan Noruega en pren la possessió exclusiva i passa a utilitzar-la primer com a base meteorològica i a partir del 1959 com a centre de radionavegació.
L'illa es troba sota la influència del clima polar, i la seva única formació vegetal és la tundra. Pel que fa a la fauna predominen els ocells marins. Jan Mayen és el cim emergit d'un volcà format en un punt calent que culmina al Beerenberg, a 2.277 metres. La gran distància de l'illa respecte les terres més properes, juntament amb la duresa del clima, no n'han afavorit l'assentament humà, que es limita als equips científics i tècnics que periòdicament es traslladen a Olonkinbyen.

## Geografia

### Localització

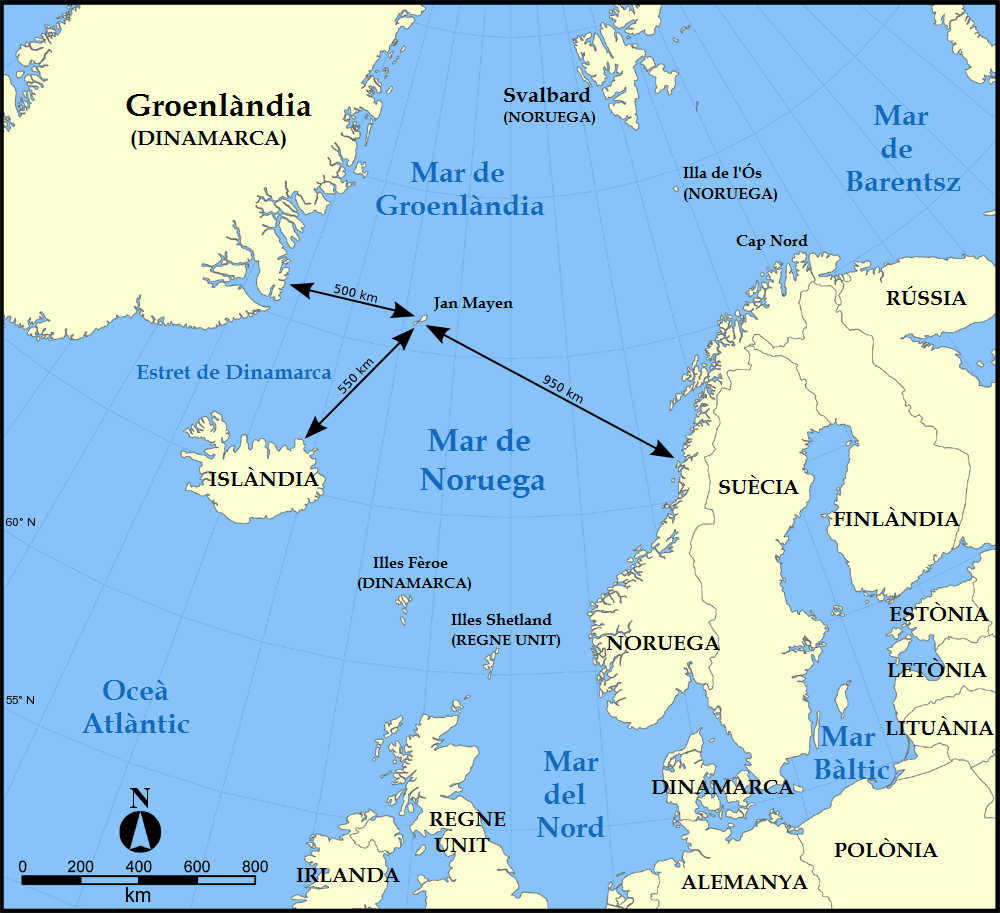
Situació de l'illa de Jan Mayen a l'oceà Atlàntic Nord.

Jan Mayen és una illa europea relativament aïllada, puix es troba al nord de l'oceà Atlàntic, en el seu límit amb l'oceà Àrtic. Més concretament, l'illa delimita amb el mar de Groenlàndia a l'oceà Àrtic al nord-oest, i amb el mar de Noruega a l'oceà Atlàntic al sud-est.
L'illa no forma part de cap arxipèlag i no l'acompanya cap altra illa secundària o illot. És per això que la terra més propera és a les costes orientals de Groenlàndia, a uns 500 kilòmetres a l'oest. Islàndia es troba a 550 quilòmetres al sud-oest, Noruega a 950 quilòmetres al sud-est i Svalbard al nord-est.
L'illa està situada més enllà del paral·lel 66° 33' 39" de latitud nord que delimita el cercle polar àrtic i lluny de qualsevol ruta comercial important.

### Geografia física

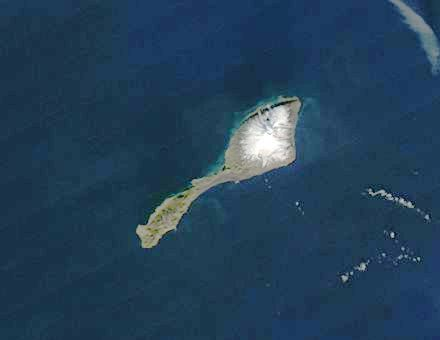
Imatge de satèl·lit de l'illa durant l'estiu.

Jan Mayen és una illa de forma allargada orientada de nord-est a sud-oest i amb una superfície de 377 km². L'illa fa 53,6 quilòmetres de llargada per 15,8 km d'amplada com a màxim i es compon de dues àrees geogràfiques connectades per un estret istme de 2,5 quilòmetres. El punt més septentrional de l'illa és el Nordkapp, en català 'Cap Nord', format durant l'erupció al 1985 del Beerenberg, i el més meridional és el Sørkapp, en català 'Cap Sud'.

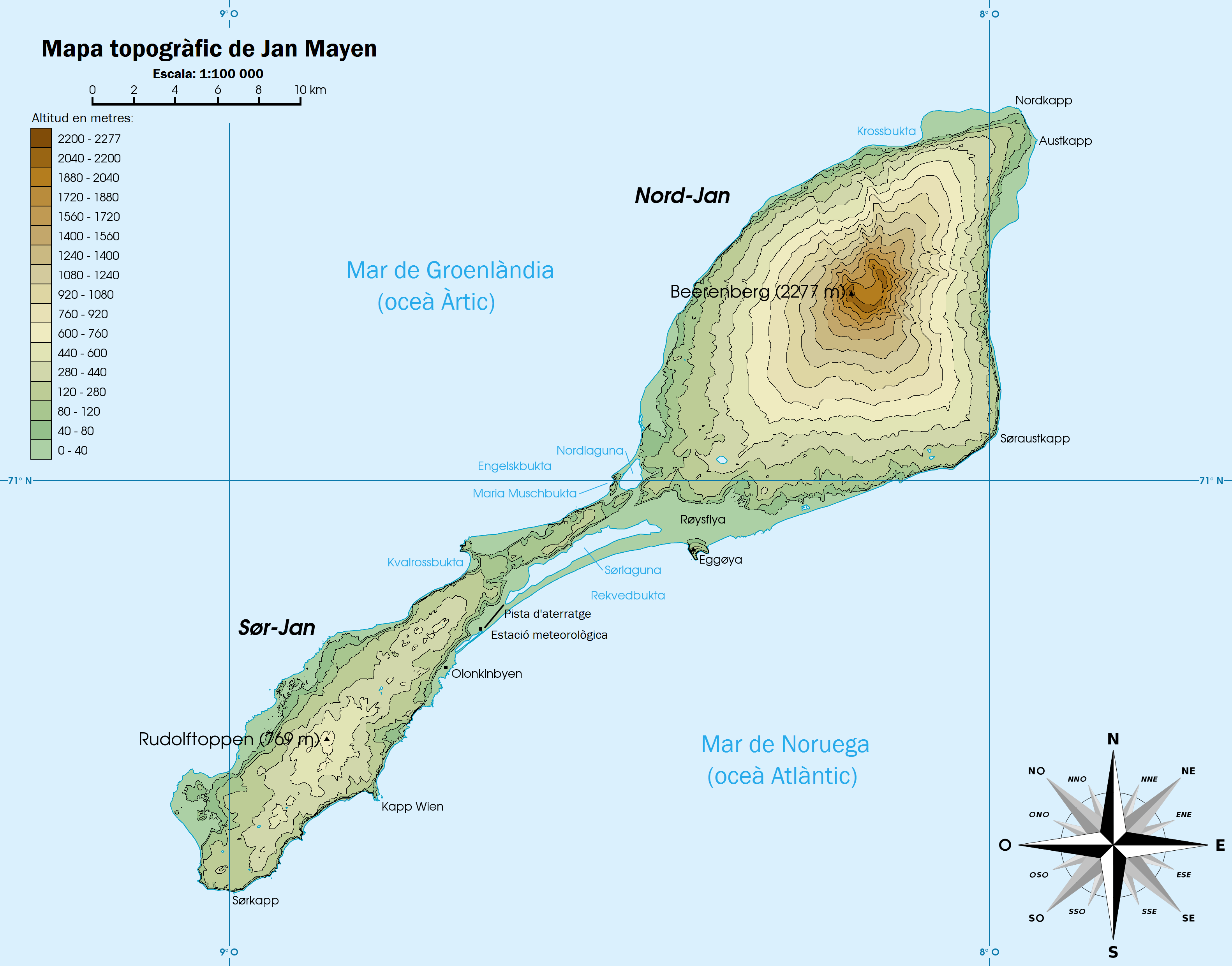
Mapa topogràfic de Jan Mayen, amb el Beerenberg a la dreta.

La part nord-est de l'illa és de forma el·líptica i s'anomena Nord-Jan, i està constituïda pel punt culminant de l'illa i del Beerenberg; el Haakon VII Toppen, que s'eleva a 2.277 metres d'altitud, i està format per l'acumulació de lava durant les diferents erupcions volcàniques. La part sud-oest de l'illa s'anomena Sør-Jan, i es tracta d'un massís allargat que s'eleva fins als 769 metres al Rudolftoppen i forma un continu de cràters, cons i doms volcànics i dels respectius materials eruptius, com lava i tefres. A banda i banda de l'istme hi ha dues badies: l'Engelskbukta, encarada al nord-oest, al mar de Groenlàndia i formant part de l'oceà Àrtic; i la Rekvedbukta, oberta al sud-est, cap al mar de Noruega, a l'oceà Atlàntic.
La línia costanera fa 124,1 quilòmetres de llargada i és formada majoritàriament per penya-segats i costes rocalloses. Sols l'istme es compon per dipòsits marins, que han creat dos cordons litorals que delimiten dues llacunes: Nordlaguna, a la costa nord i Sørlaguna, la més gran, a la costa sud. Altres petites badies, com Guinea-bukta o Kvalrossabukta, es troben a les costes de Sør-Jan. Jan Mayen es troba al límit de la banquisa d'hivern que envolta Groenlàndia. Amb tot, a causa de l'escalfament climàtic del planeta, cada vegada és més rar veure la banquisa des de l'illa.
Si bé l'illa no té cap curs d'aigua permanent, l'aigua dolça hi és ben present en forma de llacs petits, i sobretot pel casquet glacial que recobreix fins a 115 km² del Beerenberg, quasi una tercera part del total de l'illa. Durant els mesos més càlids les part menys gruixudes d'aquesta capa de gel es fonen, formant diferents llengües glacials, cinc de les quals arriben al mar. Aquest casquet glacial ha vist reduïda la seva extensió en els darrers anys a causa de l'escalfament climàtic de la Terra.

### Geologia

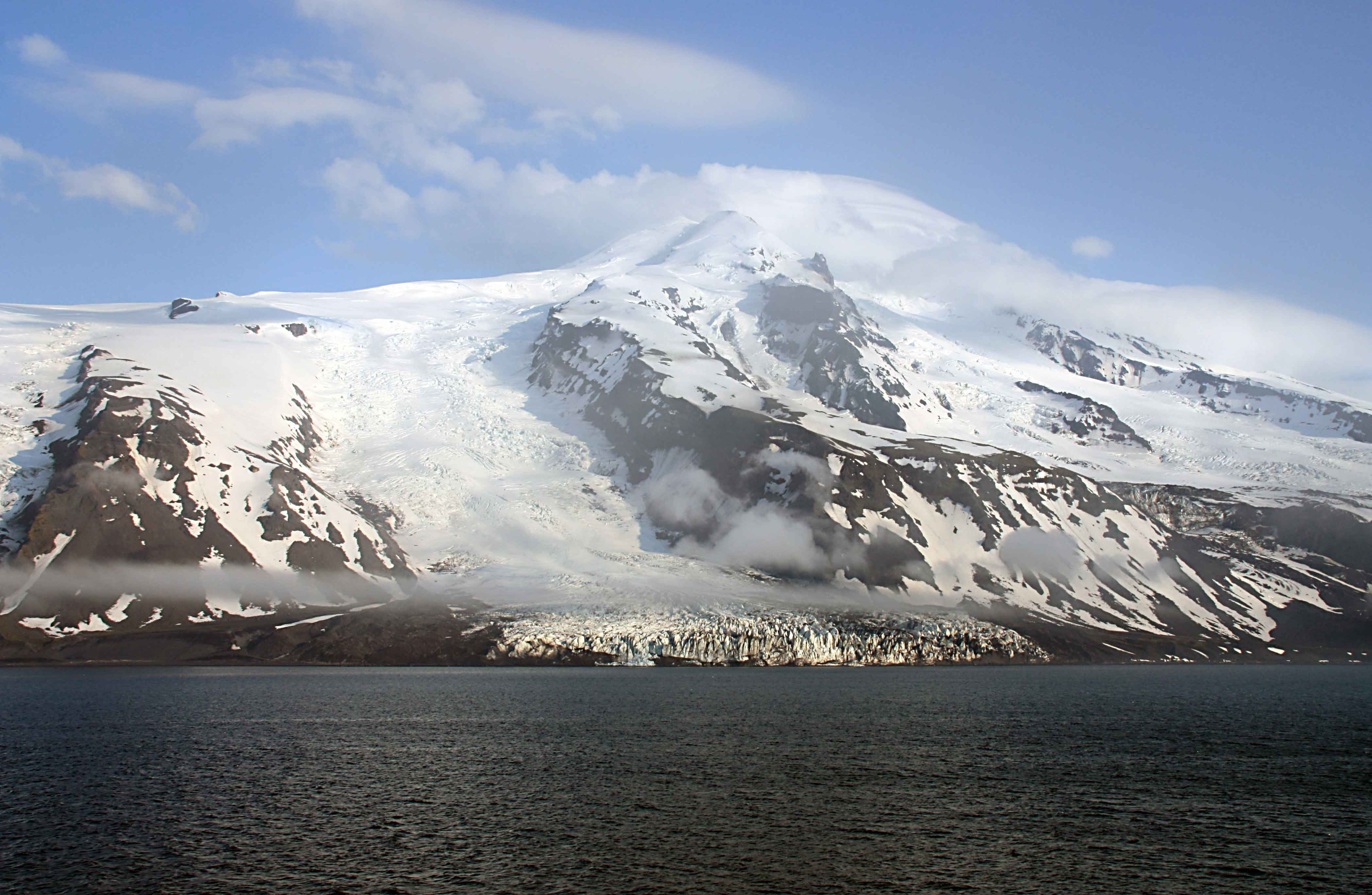
El Beerenberg i una de les seves glaceres vista des de l'oest.

Jan Mayen és una illa volcànica en activitat que està situada a la placa Euroasiàtica. És una illa relativament jove, ja que té menys de 700.000 anys d'antiguitat, i és formada per un punt calent situat pràcticament al centre de la dorsal mesoatlàntica. Una secció d'aquesta dorsal, la dorsal Mohns, orientada de nord-est a sud-est, que acaba en les proximitats de la costa nord de l'illa, és continuada per la zona de fractura de Jan Mayen, una falla transformant orientada de nord-oest a sud-est, que a la vegada continua uns 170 quilòmetres al nord-oest de Jan Mayen per la dorsal Kolbeinsey, orientada de nord-oest a sud-oest.

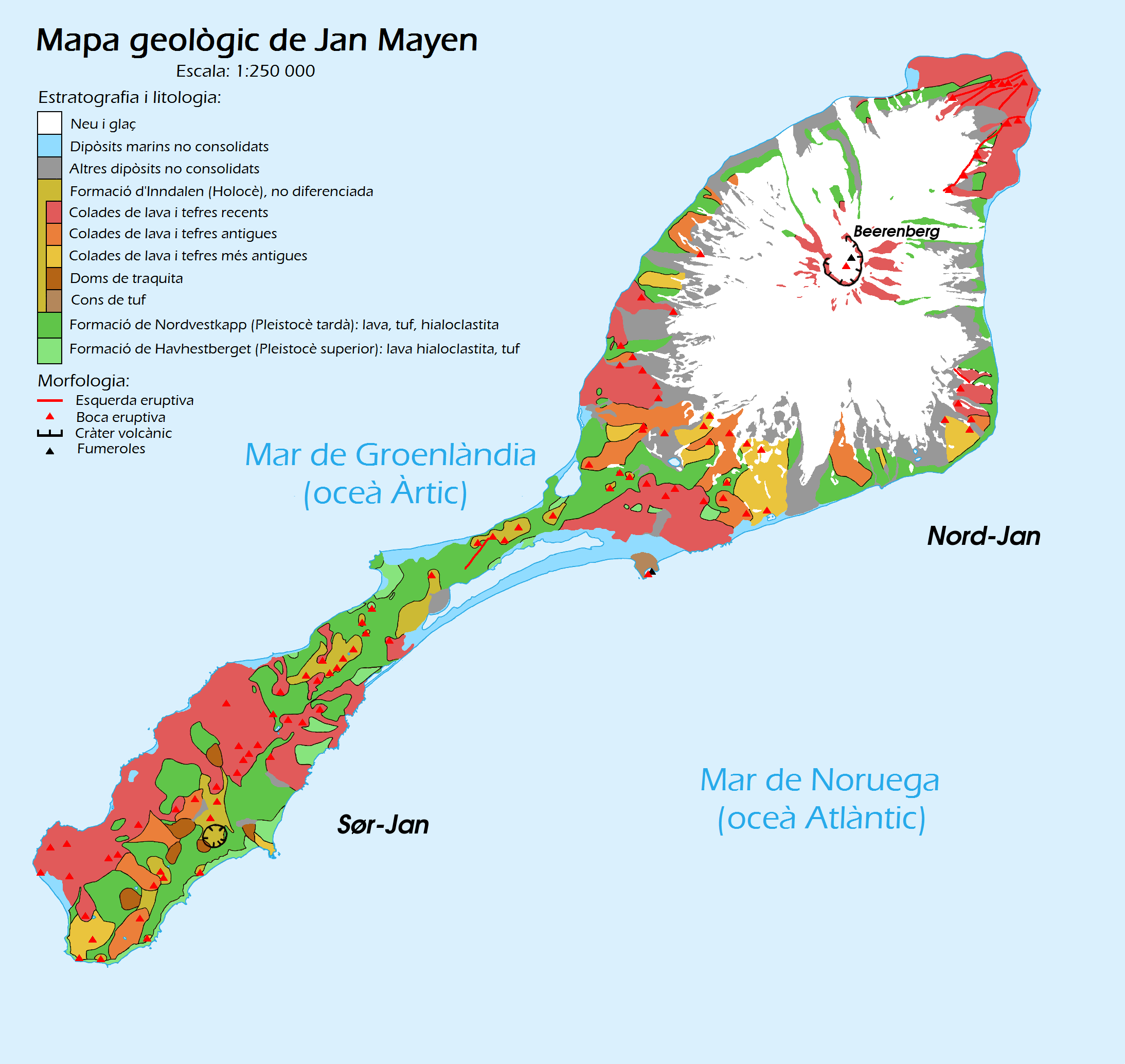
Mapa geològic de l'illa.

Un centenar de boques eruptives, sis cúpules de traquita i una dotzena de fissures eruptives es reparteixen pel conjunt de l'illa, resultat de les erupcions hagudes des de la fi del Plistocè. Les laves basàltiques alcalines i traquites componen la majoria de les roques presents a la superfície de l'illa. La resta de roques de la superfície són compostes per materials volcànics erosionats pels corrents oceànics que formen platges i cordons litorals al fons d'algunes badies de l'illa o immobilitzades per les glaceres.
El Beerenberg, un estratovolcà que s'eleva fins als 2.277 msnm i que es troba cobert per 115 km² de gel, forma el Nord-Jan, la part nord de l'illa. És el principal volcà de Jan Mayen i el situat més al nord de la Terra. Al vessant nord-est, les erupcions volcàniques del 1970 i el 1985 van provocar el creixement de l'illa quan les colades arribaren al mar.

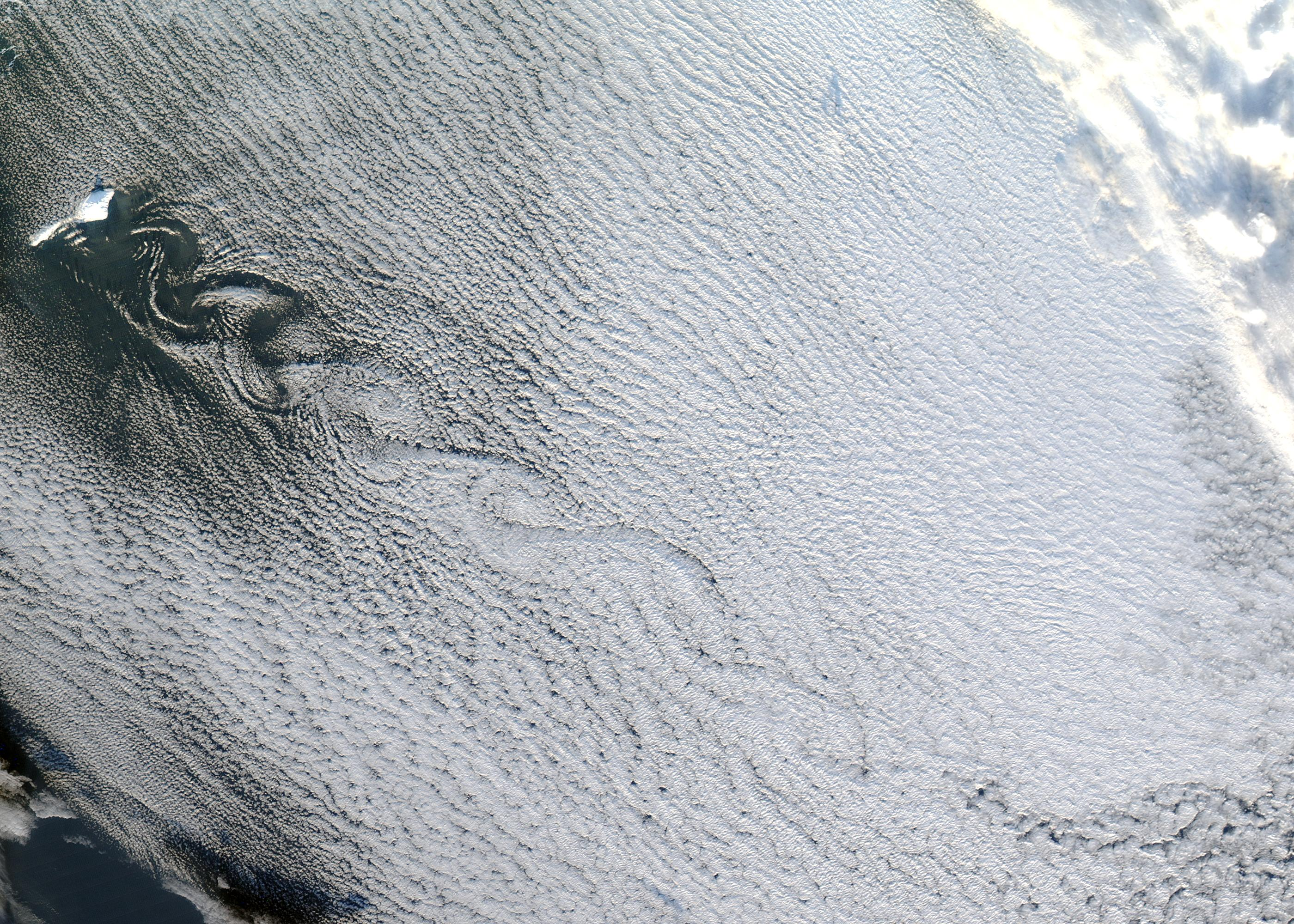
Imatge de satèl·lit de l'illa de Jan Mayen i diversos tornados de Karman, materialitzats en forma de núvols, en direcció sud-est.

El Sør-Jan, la part sud de l'illa, conté el nombre més gran de boques eruptives representades per un conjunt de cràters, cons d'escòria, cúpules de traquites i restes d'erupcions compostos per lava i tefra.

### Clima
L'illa de Jan Mayen es troba en latituds elevades i està en contacte amb dos corrents oceànics i les seves masses d'aire associades: des del nord, el corrent fred de la Groenlàndia oriental asseca l'aire i el carrega d'icebergs al març, xoca amb el corrent de l'Atlàntic Nord, provinent del sud, molt més humit. Aquesta situació fa que l'illa tingui un clima polar suavitzat per les influències marítimes que ocasionen freqüents tempestes i boires persistents, similar a la Terra de Francesc Josep i Trondheim. La insolació també es veu afectada per la posició septentrional d'illa, situada per sobre del cercle polar àrtic amb l'aparició de la nit polar (amb foscor completa) de mitjan novembre a finals de gener, i del sol de mitjanit (amb disc solar complet) de mitjans de maig a finals de juliol.
Les mitjanes mensuals de temperatures (corba vermella del diagrama climàtic de la dreta) varien des dels +4,9 °C a l'agost fins als -6,1 °C del febrer i març, amb una mitjana anual d' -1,4 °C. Les temperatures extremes registrades a l'illa són de -28,4 °C (al febrer del 1965) i de +18,1 °C (al juny del 1953). Les precipitacions (corba blava del diagrama climàtic de la dreta) són relativament escasses, amb una mitjana anual de 613 mm. Les precipitacions mensuals varien dels 36 mm del juny als 83 mm de l'octubre. Aquestes precipitacions, juntament amb les baixes temperatures, són propícies per a la formació i manteniment dels camps de gel presents al Beerenberg.
Aïllada enmig de l'oceà, l'illa de Jan Mayen no està protegida del vent catabàtic que arriba directament de les zones àrtiques del nord de Groenlàndia, situada a l'oest d'aquesta. Sovint, la temperatura es ressent a causa d'un fenomen de sensació tèrmica, disminuint la temperatura uns 20 °C amb un vent de 102,6 km/h. Aquest vent del nord pot ser l'origen d'un núvol orogràfic que forma núvols lenticulars i sobretot pot provocar un carrer de vòrtex de von Karman en topar amb el Beerenberg. Les cel·les arremolinades formades per aquest fenomen poden arribar fins a 25 km de diàmetre i persistir sobre centenars de quilòmetres, fent llavors perillosa l'aproximació a Jan Mayen pels avions que venen del sud.
| Dades climàtiques a Jan Mayen                                  | Dades climàtiques a Jan Mayen | Dades climàtiques a Jan Mayen | Dades climàtiques a Jan Mayen | Dades climàtiques a Jan Mayen | Dades climàtiques a Jan Mayen | Dades climàtiques a Jan Mayen | Dades climàtiques a Jan Mayen | Dades climàtiques a Jan Mayen | Dades climàtiques a Jan Mayen | Dades climàtiques a Jan Mayen | Dades climàtiques a Jan Mayen | Dades climàtiques a Jan Mayen | Dades climàtiques a Jan Mayen |
| Mes                                                            | gen                           | febr                          | març                          | abr                           | maig                          | juny                          | jul                           | ag                            | set                           | oct                           | nov                           | des                           | anual                         |
| -------------------------------------------------------------- | ----------------------------- | ----------------------------- | ----------------------------- | ----------------------------- | ----------------------------- | ----------------------------- | ----------------------------- | ----------------------------- | ----------------------------- | ----------------------------- | ----------------------------- | ----------------------------- | ----------------------------- |
| Màxima rècord °C (°F)                                          | 6.6 (43.9)                    | 6.8 (44.2)                    | 4.8 (40.6)                    | 7.0 (44.6)                    | 9.4 (48.9)                    | 18.1 (64.6)                   | 16.2 (61.2)                   | 15.7 (60.3)                   | 13.4 (56.1)                   | 11.6 (52.9)                   | 10.0 (50)                     | 6.8 (44.2)                    | 18.1 (64.6)                   |
| Màxima mitjana °C (°F)                                         | −1.4 (29.5)                   | −2.2 (28)                     | −1.8 (28.8)                   | −0.7 (30.7)                   | 1.9 (35.4)                    | 4.8 (40.6)                    | 7.3 (45.1)                    | 7.7 (45.9)                    | 5.9 (42.6)                    | 3.7 (38.7)                    | 1.7 (35.1)                    | −0.2 (31.6)                   | 2.2 (36)                      |
| Mínima mitjana °C (°F)                                         | −6.3 (20.7)                   | −7.8 (18)                     | −7.4 (18.7)                   | −5.8 (21.6)                   | −2.3 (27.9)                   | 0.6 (33.1)                    | 3.5 (38.3)                    | 3.9 (39)                      | 2.1 (35.8)                    | −1.3 (29.7)                   | −3.5 (25.7)                   | −5.4 (22.3)                   | −2.5 (27.5)                   |
| Mínima rècord °C (°F)                                          | −26.6 (−15.9)                 | −27.9 (−18.2)                 | −24.8 (−12.6)                 | −21.4 (−6.5)                  | −11.6 (11.1)                  | −4.7 (23.5)                   | −1.6 (29.1)                   | −2.3 (27.9)                   | −5.0 (23)                     | −13.4 (7.9)                   | −15.2 (4.6)                   | −22.5 (−8.5)                  | −27.9 (−18.2)                 |
| Precipitació mitjana mm (polzades)                             | 66 (2.6)                      | 47 (1.85)                     | 48 (1.89)                     | 44 (1.73)                     | 25 (0.98)                     | 27 (1.06)                     | 36 (1.42)                     | 54 (2.13)                     | 74 (2.91)                     | 75 (2.95)                     | 67 (2.64)                     | 65 (2.56)                     | 628 (24.72)                   |
| Mitjana de dies de pluja                                       | 13                            | 11                            | 12                            | 9                             | 8                             | 8                             | 8                             | 11                            | 13                            | 15                            | 13                            | 13                            | 134                           |
| Humitat relativa mitjana (%)                                   | 83                            | 83                            | 84                            | 83                            | 85                            | 87                            | 89                            | 87                            | 83                            | 83                            | 81                            | 82                            | 84.2                          |
| Mitjana mensual d'hores de sol                                 | 0                             | 28                            | 62                            | 120                           | 155                           | 150                           | 124                           | 93                            | 60                            | 31                            | 0                             | 0                             | 823                           |
| Font #1: Worldwide Bioclimatic Classification System           |                               |                               |                               |                               |                               |                               |                               |                               |                               |                               |                               |                               |                               |
| Font #2: The Weather Network (humitat i dies amb precipitació) |                               |                               |                               |                               |                               |                               |                               |                               |                               |                               |                               |                               |                               |

### Fauna

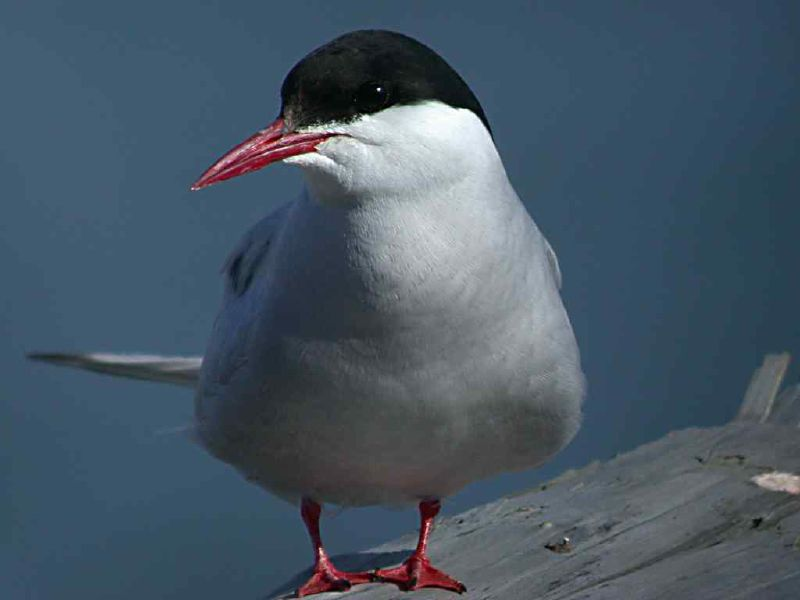
Xatrac àrtic de Svalbard al juliol de 2004.

A Jan Mayen no hi ha cap mamífer terrestre des del 1990. Les guineus àrtiques van ser exterminades de l'illa mitjançant paranyers noruecs a principis del segle xx i els ossos polars no s'aventuren tant al sud a causa de la disminució de la banquisa hivernal.
Les aigües costaneres de l'illa són riques en peixos i atrauen nombrosos cetacis, com la balena de Groenlàndia, la iubarta, el rorqual d'aleta blanca, el rorqual comú, el rorqual blau, el rorqual boreal, el zífid cap d'olla boreal, l'orca i el dofí de musell blanc, així com morses i nombroses aus marines que, amb prop de 500.000 parelles reproductores, són els animals més abundants a l'illa. En total, hi ha 120 espècies d'ocells censats.
Els ocells més comuns són l'èider, el xatrac àrtic, el somorgollaire alablanc, el gavotí, el fraret atlàntic, el fulmar, la gavineta i el somorgollaire de Brünnich, aquestes tres últimes espècies són les principals que nidifiquen a l'illa.

### Flora

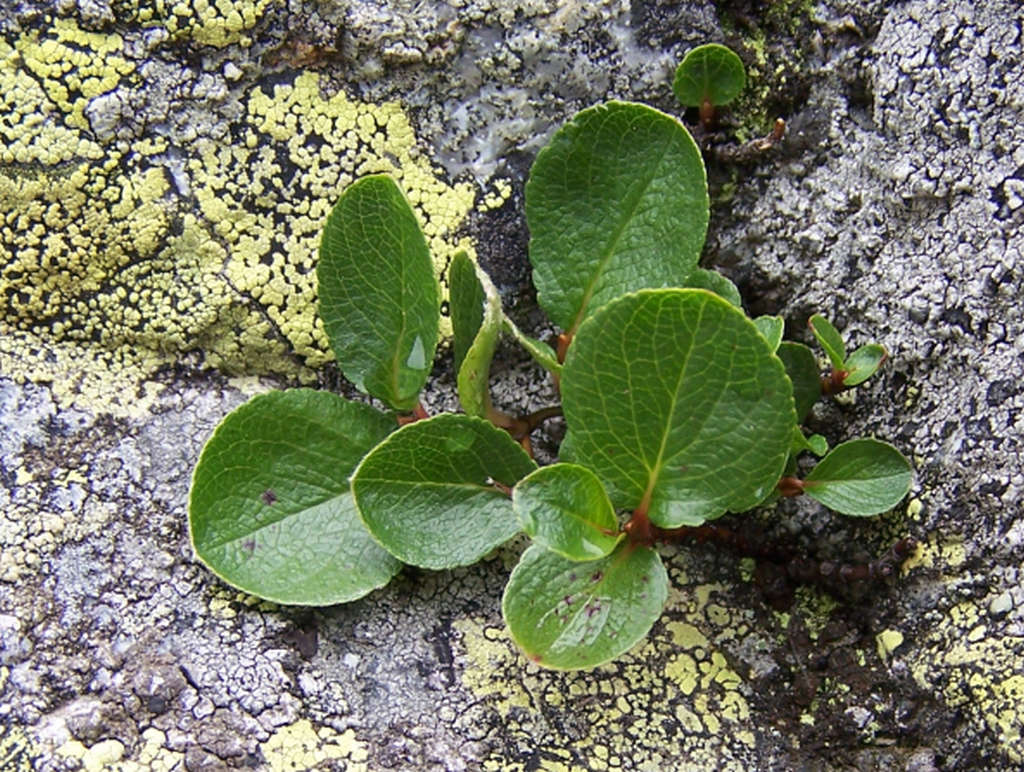
Salze nan a les muntanyes de Tatra, a Polònia.

A causa del seu clima polar, l'única formació vegetal presenta a Jan Mayen és la tundra, formada principalment d'herbes i molses. Està composta de 74 espècies vegetals; 4 de falgueres, 53 de dicotiledònies i 17 de liliòpsides, així com de 3 espècies de Taraxacum endèmiques, que són Taraxacum brachyrhynchum, Taraxacum recedens i Taraxacum torvum, i de 9 espècies de fongs.
Entre les espècies vegetals presents a l'illa hom troba una subespècie boreal de cua de cavall petita, càrex, luzules, poes, ceràsites, potentil·les, ranuncles (que comprèn el ranuncle glacial), ròmec, saxífragues, silenes, taraxacum, veròniques, etc.
Jan Mayen no té boscos però malgrat això a l'illa hi ha una espècie d'arbre. Es tracta d'una espècie de salze nan, amb una alçada compresa entre 1 i 6 centímetres i amb fulles que mesuren d'1 a 2 centímetres de llarg.
Les autoritats noruegues tenen una especial cura per la protecció del medi ambient de l'illa, restringint molt les activitats permeses.

## Història

### Descobriment

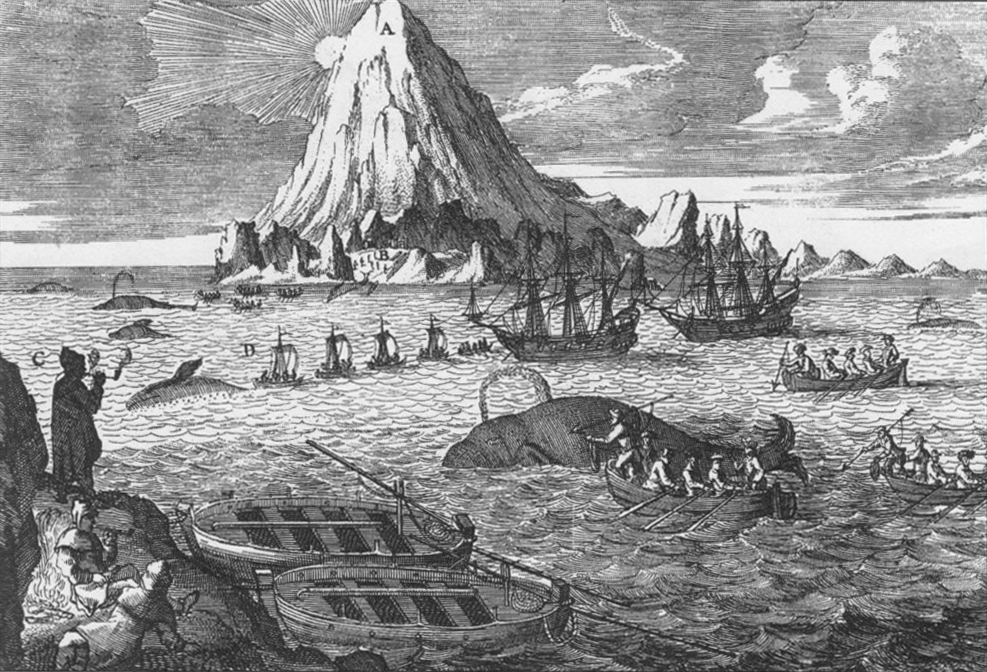
Gravat del que mostra escenes de caça de balenes de Groenlàndia duta a terme per holandesos prop de Jan Mayen i Beerenberg.

El descobriment de Jan Mayen encara és motiu de controvèrsia. El monjo irlandès Brandan de Conflert va relatar al segle xvi que durant el transcurs d'un dels seus viatges es va apropar a una illa negra que escopia foc i produïa un soroll eixordador. Pensant que havia arribat a les portes de l'infern, no va desembarcar. L'illa de Jan Mayen és volcànica, i és possible que la descobrís durant alguna de les seves erupcions, però no n'hi ha cap prova. Tanmateix és possible que els vikings coneguessin l'existència de l'illa, ja que van ser presents a Noruega, les illes Fèroe, Islàndia, Groenlàndia i Terranova.
Jan Mayen va ser descoberta amb certesa a principis del segle xvii per baleners holandesos i anglesos a la recerca de noves zones de pesca. Nombrosos navegants van reivindicar aleshores el seu descobriment, com el navegant anglès Henry Hudson, que s'hauria aproximat l'illa sense desembarcar el 1607 i l'hauria batejat com Hudson's Tutches o Touches. El primer descobriment incontestable s'atribueix a l'explorador holandès Jan Jacobs May van Schellinkhout que va visitar l'illa el 1614. El seu cartògraf la va batejar "Jan Mayen", després de cartografiar les seves costes, i aquesta és per tant la prova més antiga del descobriment de l'illa.

### Primeres ocupacions
Jan Mayen no va ser reivindicada per cap potència, però va servir de campament base estacional durant dos períodes diferents i de lloc d'estudis científics durant el primer any polar internacional.

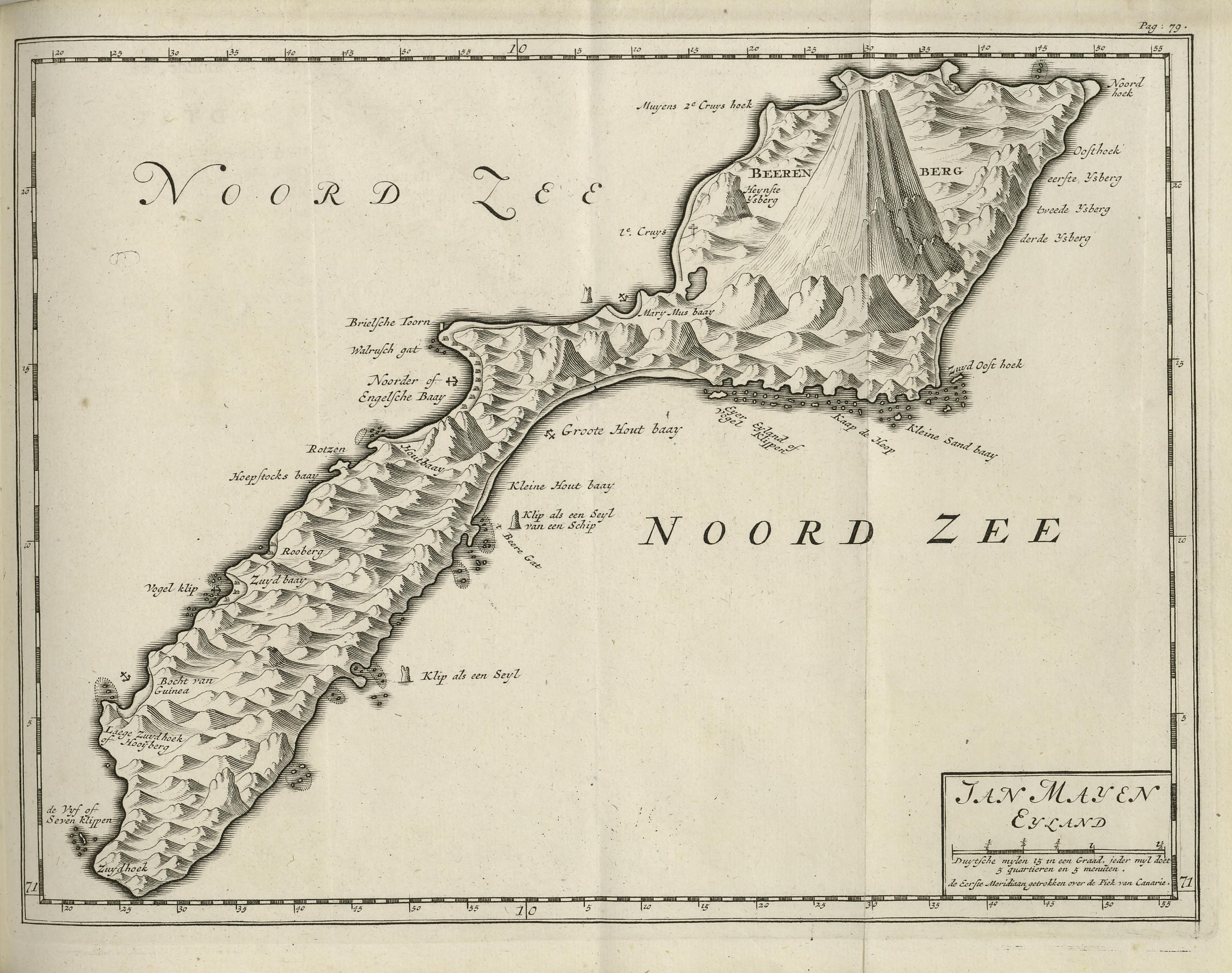
Mapa de l'illa del 1720.

Així, durant la primera meitat del segle xvii, els baleners van establir a l'illa diverses foses d'oli alimentades a partir del greix de balena. Fins a mil baleners vivien aleshores a l'illa durant el període estival, en el moment àlgid de la caça de la balena. L'oli de balena era molt cobejat en l'època, per la qual cosa es van construir sistemes de defensa a l'illa per tal de protegir-la dels saquejos com així ens testifiquen els dos canons trobats al final del segle xx. El 1633 hi va haver un primer intent de passar l'hivern a l'illa, però va fracassar; cap dels set homes que van quedar a l'illa va sobreviure quan els pescadors hi van tornar l'any següent. La sobreexplotació de la balena de Groenlàndia va fer baixar la seva població en aquest sector de l'oceà Atlàntic, i va fer que l'illa fos quedant a poc a poc deserta entre el 1640 i el 1650, i durant els següents 230 anys va romandre deshabitada.
L'hivern del 1882-1883 va ser declarat el «primer any polar internacional»; un equip científic austrohongarès va escollir l'illa de Jan Mayen com a lloc d'estudi i es van establir a Maria Muschbukta, en català «Badia Maria Musch». En aquell moment inauguraven la vocació científica que constituïa la seva única activitat actual. Del 13 de juliol de 1882 fins al 6 d'agost de 1883 es van efectuar nombroses investigacions com els equips de proves i material destinat a futures expedicions polars, mesuraments de la salinitat i la temperatura del mar, el magnetisme, recol·lectes de plantes, animals i roques, i una cartografia de l'illa, que va ser utilitzada fins als anys 1950 i s'efectuà el primer hivern a l'illa amb èxit.
A principis del segle xx, els noruecs van començar a anar a l'illa, i a passar-hi els hiverns, amb la finalitat de practicar la caça. Les preses preferides eren la guineu àrtica, molt apreciada per la seva pell, i també l'ós blanc. La caça intensiva va reduir de manera dràstica les poblacions de la guineu àrtica, que va reduir al seu torn els beneficis generats per aquesta activitat. Els caçadors, desanimats per l'aspecte estèril de l'illa de Jan Mayen i per les dures condicions de vida, van abandonar l'illa a finals dels anys 1920.

### Sobirania noruega

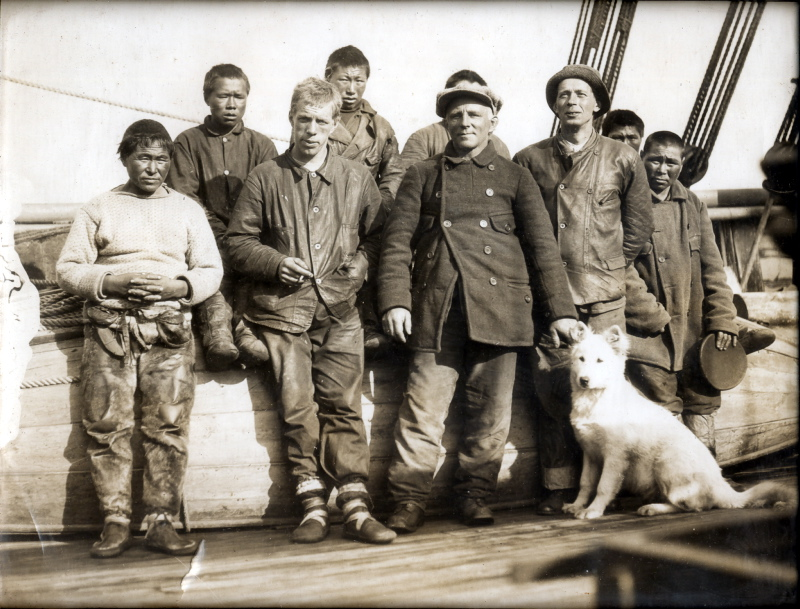
Foto de grup presa al voltant del 1920 a la Maud, nau de Roald Amundsen, amb els exploradors polars Gennadij Olonkin (tercer des de l'esquerra) i Oscar Wisting (tocant el gos).

#### Presa de possessió
Les necessitats d'una estació meteorològica situada al pas de les pertorbacions atmosfèriques provinents de Groenlàndia i el pol nord i dirigides cap a Noruega es van fer notar el 1914 quan el professor Kristian Birkeland d'Oslo va reclamar la construcció d'aquesta estació a l'illa. Malgrat la mort de 125 caçadors de foques en dues tempestes produïdes el 1917 i el 1920, l'estiu del 1921 va ser construïda l'estació meteorològica, anomenada actualment Eldsmetten, situada a la costa sud de l'illa.
L'any següent, l'Institut Meteorològic de Noruega es va annexionar l'illa a favor de Noruega per tal de reforçar la seva presència i un decret reial del 8 de maig de 1929 va situar l'illa sota sobirania noruega. Finalment, una llei del 27 de febrer de 1930 va permetre al regne de Noruega comprar l'illa als diferents propietaris i arreglar així el litigi sobre la propietat de Jan Mayen.

#### Segona Guerra Mundial

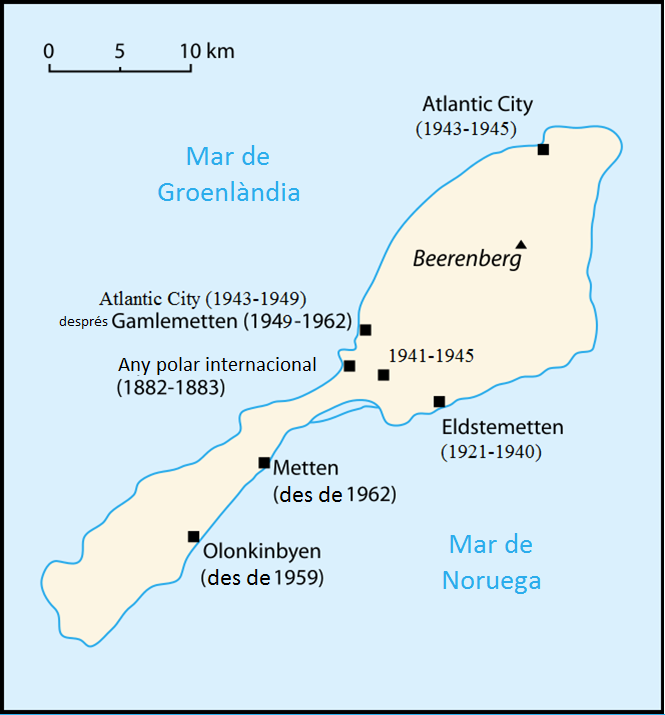
Mapa de localització de les diverses estacions meteorològiques i la ràdio de l'illa.

La sobirania noruega sobre Jan Mayen no ha tingut interrupcions des del 1921, ni durant la Segona Guerra Mundial. Els alemanys van envair i van ocupar gairebé la totalitat de Noruega a partir del 9 d'abril de 1940. La família reial es va exiliar i va organitzar una resistència. El rei Haakon VII es va preocupar de protegir els territoris exteriors del seu regne que encara eren lliures, com l'illa de Jan Mayen, on va enviar el 1941 un contingent militar compost d'alguns soldats i un nou equip científic amb la finalitat d'instal·lar una presència noruega capaç de respondre a les eventuals temptatives d'invasió alemanyes. L'equip científic va desertar i va incendiar l'estació meteorològica d'Eldstemetten el 1940 amb la finalitat que no caigués en mans alemanyes, encara que va ser reconstruïda de nou en les proximitats de la guarnició militar, al peu del Beerenberg.
Aquesta nova estació va funcionar al llarg de la guerra malgrat els bombardejos aeris alemanys. Durant aquests atacs (que no van causar cap dany), dos avions alemanys es van estavellar a l'illa. Un ser un quatre-motors amb nou membres de tripulació a bord, que va caure al Beerenberg prop del campament noruec, el 1942. El 1950, dos geòlegs britànics van trobar les restes de l'altre avió amb les restes dels quatre membres de la tripulació. Aquests, així com els del quatre-motors, van ser repatriats al cementiri militar de Narvik el 1959.
En 1943, els nord-americans van ser autoritzats per construir una estació de radionavegació a l'illa, que van instal·lar en dos campaments a la costa nord i oest, que van batejar amb el nom d'«Atlantic City». Aquesta estació tenia com a principal objectiu localitzar les estacions alemanyes meteorològiques i de ràdio instal·lades a Groenlàndia.

#### Meteorologia i ràdio

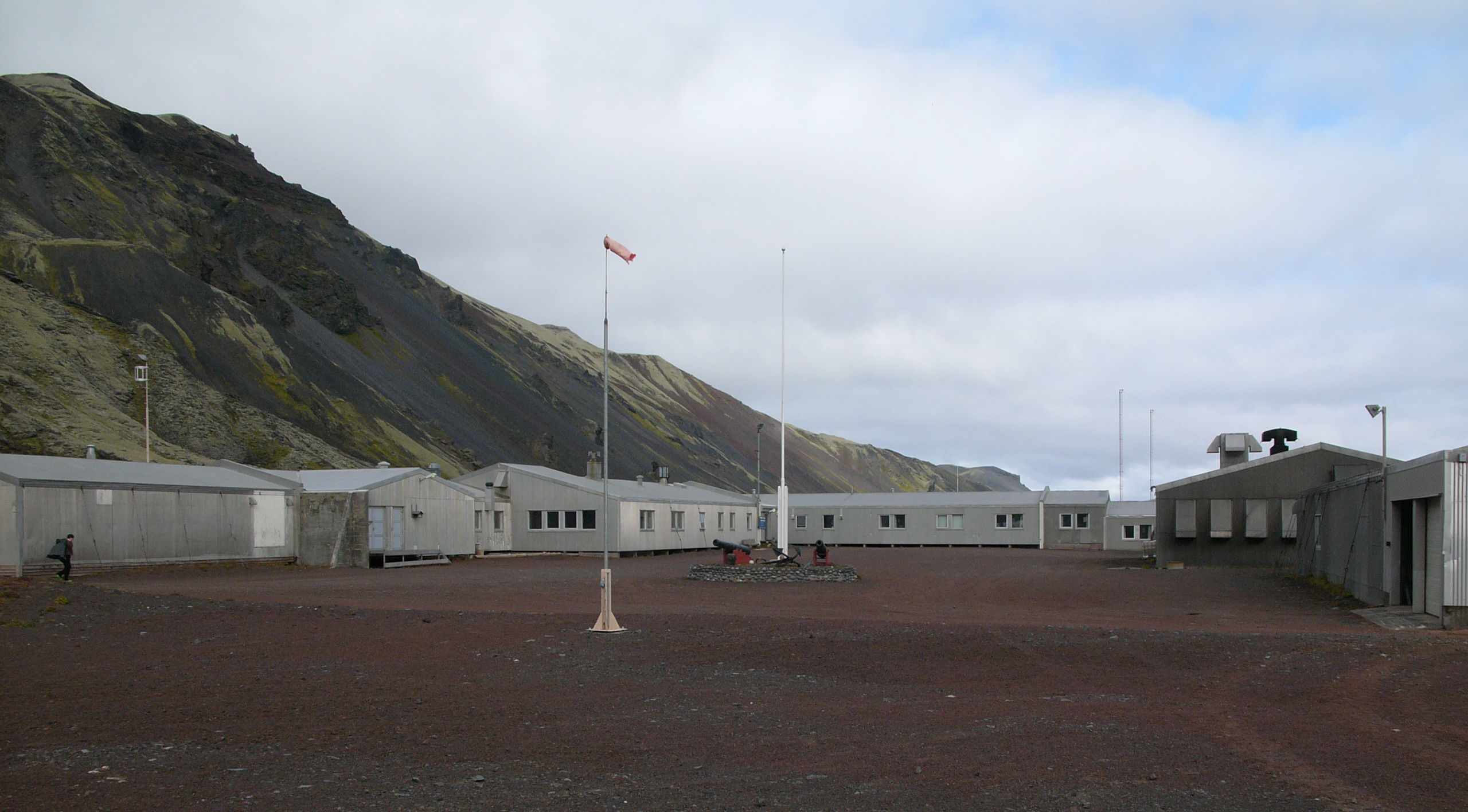
Vista d'Olonkinbyen el 2007.

Al final de la Segona Guerra Mundial, els meteoròlegs noruecs van utilitzar el camp occidental de la localitat d'Atlantic City abandonada pels nord-americans, fins que va ser construïda una nova estació anomenada Gamlemetten el 1949. Durant els 10 anys següents, l'única activitat a l'illa es redueix a la presa de dades meteorològiques i globus meteorològics comunicats. L'estació també està equipada amb una ràdio per transmetre missatges entre la part continental de Noruega i els vaixells que creuen prop de l'illa de Jan Mayen. Aquesta ràdio assegura la seguretat al sector per a protegir els vaixells pesquers i baleners en cas que fessin una trucada de socors.
L'activitat a l'illa de Jan Mayen es va diversificar sota impuls de l'OTAN, quan va ser instal·lada a l'illa una estació de radionavegació LORAN-C el 1959 amb la col·locació d'una antena d'ona llarga de 190 metres d'altura. Aquesta estació, sota la responsabilitat de l'Administració noruega de la comunicació i la defensa, estava connectada amb Islàndia, les illes Fèroe, la Noruega continental i Alemanya. A part de l'estació, es va construir el primer assentament a la costa sud-est de l'illa, on es van construir habitatges, espais de vida, locals tècnics i una estació d'energia, i va ser batejat com a Olonkinbyen (Olonkin City en anglès; literalment «ciutat d'Olonkin»), en honor d'un dels veterans de l'illa de Jan Mayen. La construcció d'Olonkinbyen no va ser fàcil per l'absència de port, malgrat que es construís una pista d'aterratge a l'istme de l'illa. Aquesta pista permet que l'aeronau es converteixi en el principal mitjà de transport de l'illa de Jan Mayen al món a través d'una dotzena de viatges l'any. El primer aterratge es va dur a terme el 1961. Actualment, només el proveïment de combustible, que pot ser transportats per via aèria, continua sent en vaixell a l'estiu.
Des del trasllat de l'estació meteorològica el 1962, anomenada Metten, a prop de la pista d'aterratge, els assentaments humans i les activitats se centren en una zona costanera de cinc quilòmetres de llarg a la costa sud-est de l'illa.
Malgrat la Guerra Freda i la posició estratègica de Jan Mayen en una ruta marítima que uneix l'oceà Atlàntic Nord fins a l'oceà Àrtic, l'estació de LORAN-C va ser l'únic edifici de l'OTAN que mai va albergar instal·lacions militars. De fet, ja hi ha bases de l'OTAN a les àrees circumdants, com ara Groenlàndia, Islàndia i Noruega, i l'illa està darrere de l'estret de Dinamarca. Des de la dècada del 1980 que els acords marítims estan assegurats amb les regions veïnes: l'explotació dels recursos marins amb Islàndia va ser acordada el 22 d'octubre de 1981, i l'establiment de la frontera marítima amb Groenlàndia el 14 de juny de 1993 i el juliol de 1994.

## Demografia

### Administració

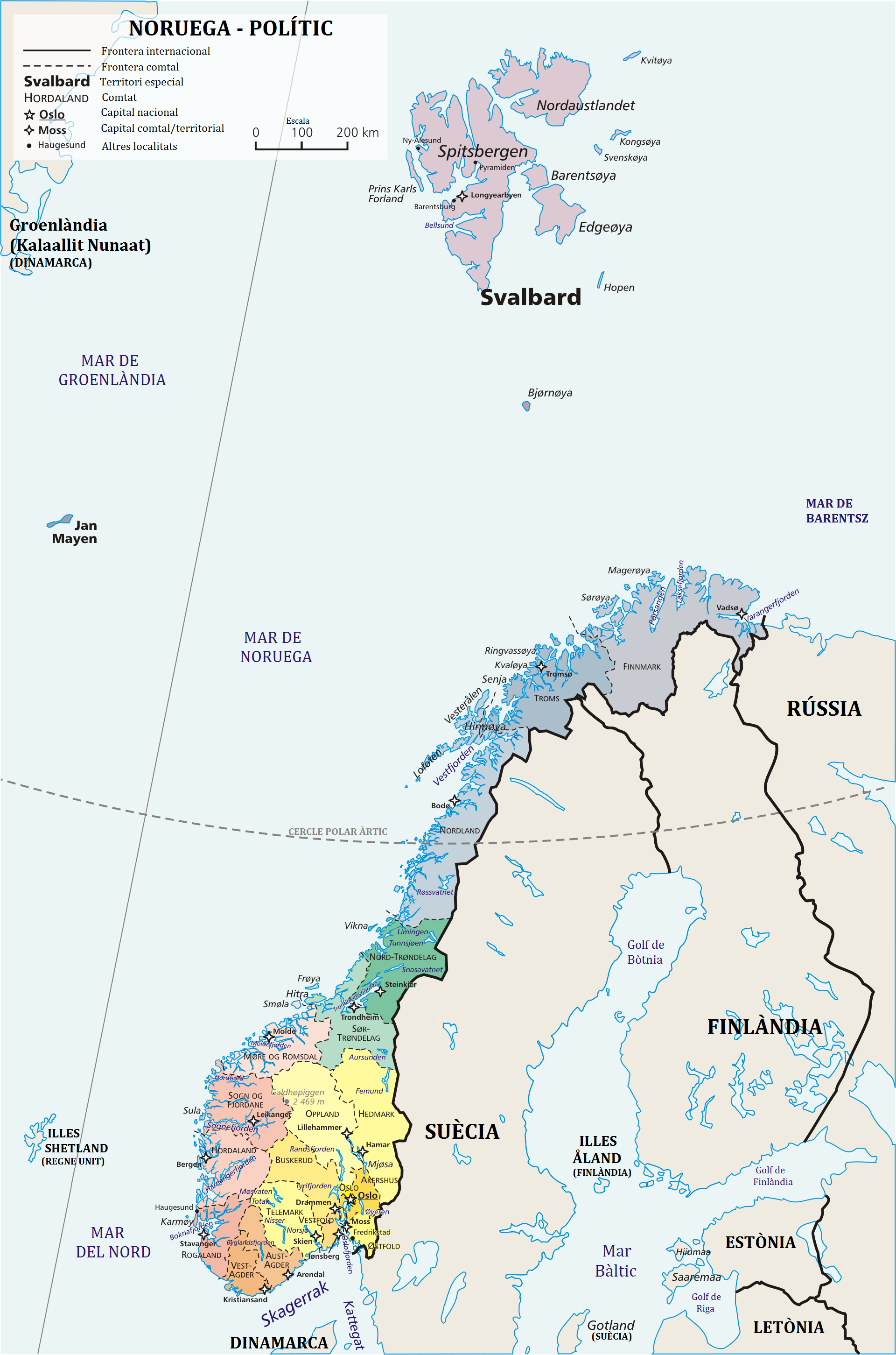
Mapa polític de Noruega.

Jan Mayen no és només un territori pertanyent a Noruega, qui en té la sobirania i aplica les seves lleis, sinó que també es converteix en una propietat de l'Estat noruec per una llei del 27 de febrer de 1930. Des de l'agost de 1994, l'illa és administrada des d'Oslo pel governador (en noruec: fylkesmann) del comtat de Nordland, que es troba al continent europeu i és l'autoritat directa a l'illa, encara que s'assigni un comandant a l'estació del nord de l'illa (en anglès: Station commander).
D'acord amb el codi ISO 3166-1, l'illa s'uneix amb Svalbard sota el nom de "Svalbard i Jan Mayen", abreujat com "SJ".

### Activitat humana

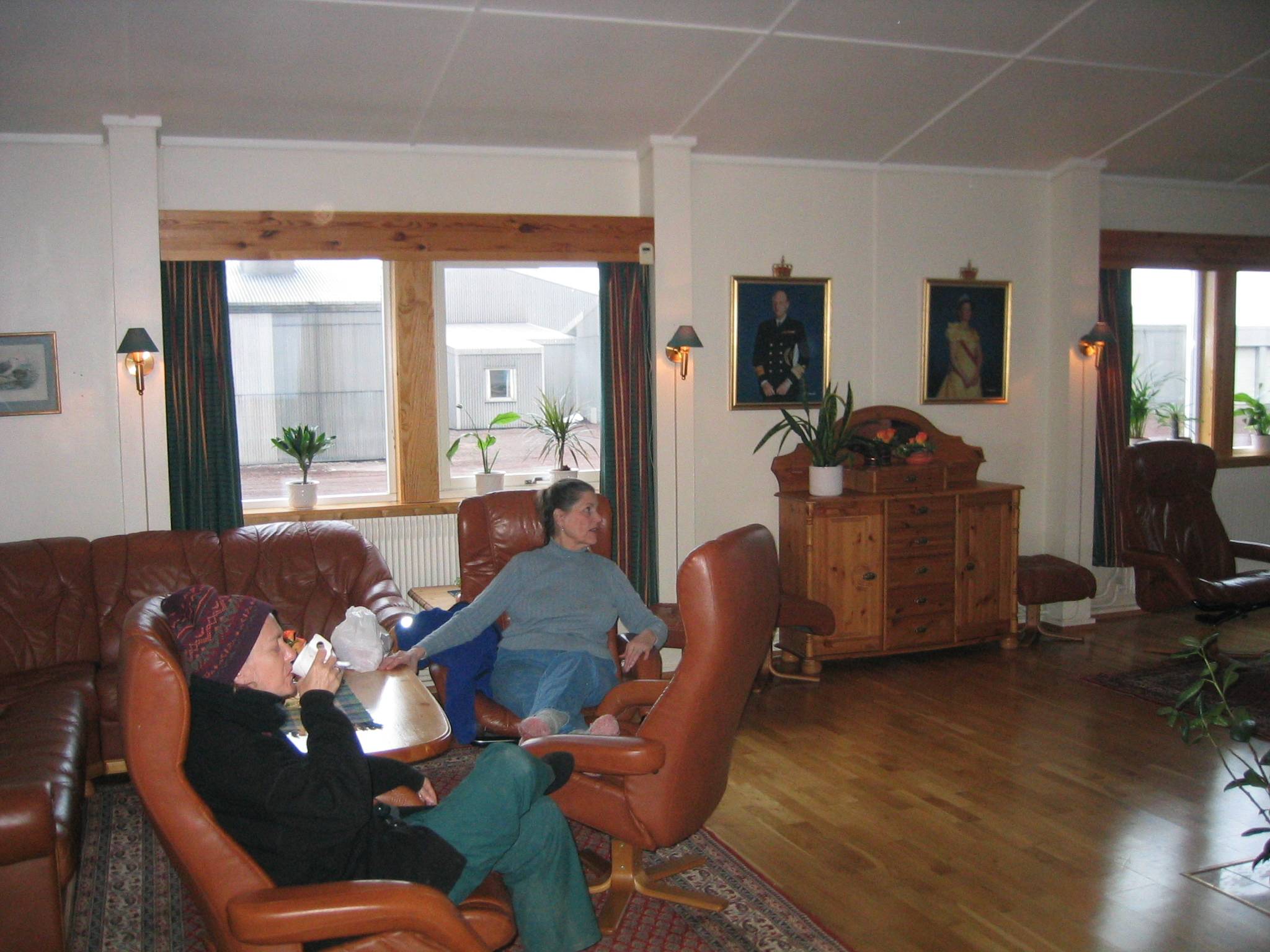
Vista de la sala comuna d'Olonkinbyen.

Jan Mayen és una illa habitada de forma permanent tot i les estacions meteorològiques i els equips de radionavegació situats en ella, que eren 88 entre el 1948 i el 2009, retransmetent-se les dades enregistrades cada sis mesos; d'abril a octubre. L'illa té 18 habitants permanents, que són els de les estacions meteorològiques, els de l'estació de LORAN-C i el personal de manteniment. Tot aquest personal viu a Olonkinbyen, l'únic lloc habitat de l'illa, situat a la costa oriental de Sør-Jan. L'assentament està format per uns quants habitatges, tallers tècnics i una estació energètica. L'única carretera de l'illa connecta Olonkinbyen amb l'estació meteorològica situada a tres quilòmetres al nord, l'extrem sud de l'única pista d'aterratge de Jan Mayen. L'illa no té ni port, ni moll, ni cap tipus d'embarcador; l'única cosa que arriba per mar és combustible, i per a arribar-hi s'utilitzen barcasses i canoes. A més de l'estació meteorològica i l'estació de LORAN, l'illa de Jan Mayen té un sismògraf de la Universitat de Bergen, un magnetòmetre de la Universitat de Tromsø i des del 1995 una emissora de ràdio controlada per satèl·lit des de Bodø. Tota la infraestructura i les activitats humanes se centren des del 1962 en cinc quilòmetres de la costa sud-est de l'illa.
Situada a tres quilòmetres al nord d'Olonkinbyen, l'estació meteorològica realitza mesuraments per a establir les previsions meteorològiques a través de globus meteorològics dues vegades al dia. Jan Mayen és també un lloc per a l'estudi i la investigació sobre els corrents oceànics i les masses d'aire associades perquè l'illa està en contacte amb els dos corrents principals d'aquesta regió del globus: el corrent de Groenlàndia Oriental i el corrent de l'Atlàntic Nord.
L'aïllament i la duresa del clima ofereixen poques possibilitats de diversió, encara que els equips realitzen la construcció naval, la radioafició, la pesca, el muntanyisme, la pintura o el tir. El personal de l'estació meteorològica, continuant la tradició dels primers científics establerts a l'illa, segueix tenint els gossos utilitzats originalment per protegir l'estació dels ossos polars, malgrat que l'últim os albirat a l'illa va ser al 1990.
L'illa no és una destinació turística de fàcil accés, ja que a més del fet que no hi ha port ni possibilitat d'allotjament per als visitants, així com els vols comercials o privats només es permeten al personal de les estacions terrestres i les persones no autoritzades han d'obtenir el permís del comandant de l'estació per a romandre a l'illa. Els creuers que surten de Noruega, Islàndia o Groenlàndia cap a Svalbard de vegades passen prop de l'illa de Jan Mayen però mai hi atraquen. No obstant això, una empresa turística de Noruega organitza excursions curtes a l'illa.